# Попасна у російсько-українській війні
Попасна, місто Луганської області із населенням у 20 тисяч мешканців (2018 рік), потрапило у зону бойових дій під час російсько-української війни. У 2014—2021 роках воно зазнавало обстрілів. У 2022 році українські війська відступили з боями з міста.

## Перебіг подій
2 вересня 2014 року проросійські сили обстріляли місто, вогонь вівся з боку міст Ірміно та Первомайськ, через обстріли пошкоджено лінії вагоноремонтного заводу, відбулися руйнування у приватному секторі. Жителі Попасної полишали місто.
30 вересня близько 9:30 проросійські бойовики почали обстріл Попасної ракетними системами залпового вогню «Град», горіла станція швидкої медичної допомоги, були вбиті та поранені.
3 жовтня відбувся черговий обстріл міста терористами. 4 жовтня близько 12:40 терористи обстріляли вагонний завод, о 15:45 — другий обстріл, одна людина загинула, 10 зазнали поранень, троє тяжкопоранених; пошкоджені житлові будинки та газопровід, місто відключено від газопостачання.
8 жовтня вранці бойовики починають інтенсивний обстріл із мінометів Попасної, голова Луганської ОДА Геннадій Москаль повідомив, що телефонічний зв'язок з містом перервано.
22 жовтня через обстріл бандформуваннями з «Градів» (15 пострілів) одна людина загинула і двох поранено. Того ж дня пресцентр АТО заявляє, що дана інформація не відповідає дійсності: «Обстановка в районі н.п. Попасна стабільна, інформація про сьогоднішні обстріли житлових кварталів міста та втрати серед мирного населення є такою, що не відповідає дійсності».
26 листопада близько 13-ї години Попасну обстріляли із «Градів» з боку міста Стаханов, трьох мешканців поранено. По уточнених даних, загинуло 2 людей.
29 листопада 2014 року після 10-ї години ранку бойовики обстріляли із систем залпового вогню «Град» Попасну, снаряди вибухнули в мікрорайоні «Черемушки». Від осколкових поранень загинув місцевий мешканець, а ще одна людина зазнала поранення. Крім того, пошкоджено дитячий садок, вибито вікна у школі та житловому будинку, перебито газопровід.
17 січня 2015 року бойовики обстріляли з «Градів» Попасну, одна людина загинула, четверо поранені; за уточненими даними загинуло двоє людей. 25 січня в місті від осколків реактивного снаряда з «Граду» смертельно поранило 50-річного чоловіка. Загалом 26 січня внаслідок обстрілів міста терористами загинуло троє людей. 27 січня Попасна пережила більше десяти обстрілів із «Градів», артилерії й мінометів, загинуло двоє мешканців. 31 січня в Попасній від обстрілів зруйнований житловий будинок, господарка загинула під уламками, чоловік зазнав важких травм.

Наслідки обстрілу бойовиками м. Попасної, лютий 2015
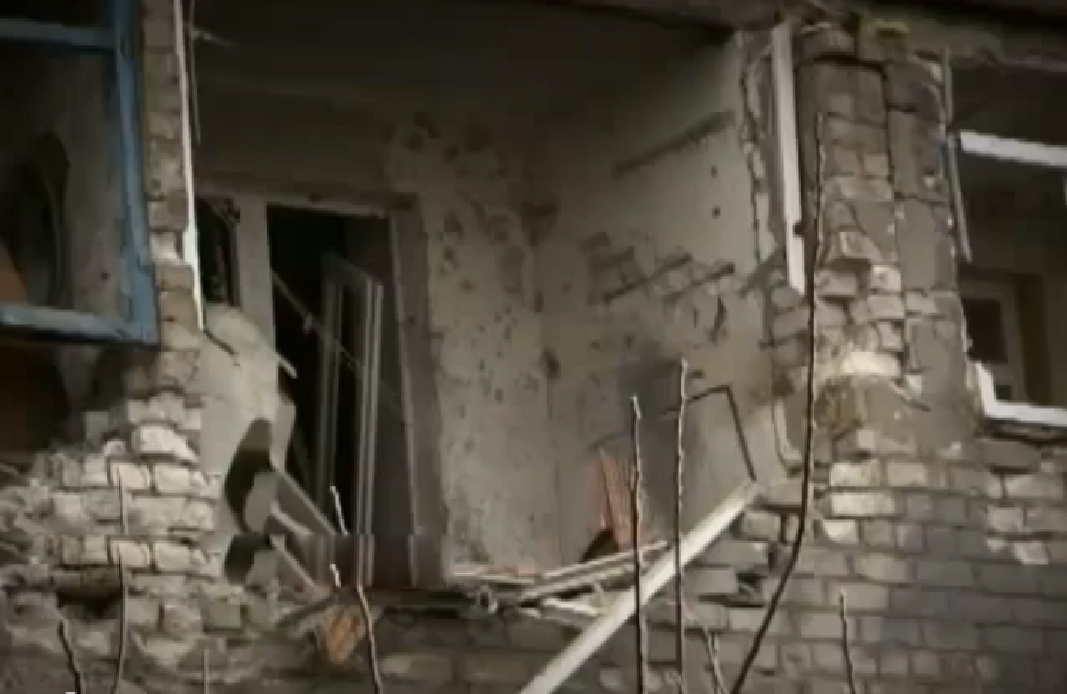
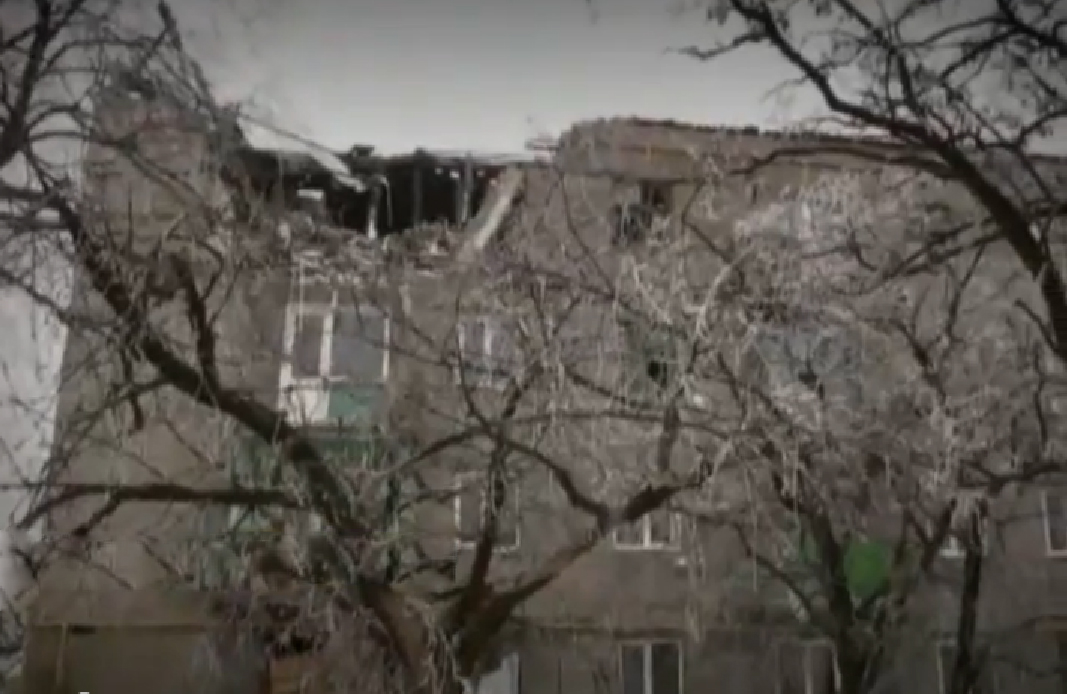

3 лютого увечері артилерійський снаряд влучив у житловий будинок, 77-річна господарка загинула на місці. Під завалами знаходять тіла загиблих від попередніх обстрілів — 52-річного чоловіка та 60-річного чоловіка, що загинув 2 лютого.
Станом на 9 лютого 2015 року в Попасній залишилося близько 4000 мешканців. 11 лютого практично не припинялися обстріли Попасної та періодичні спроби бойовиків увірватися в місто, від поранень у першій половині дня помер один мирний мешканець, ушкоджень зазнали троє, третина міста знеструмлена. 11 лютого — внаслідок обстрілів терористами із артилерії та «Градів» — загинув один і поранені п'ятеро мирних мешканців. 15 лютого о 00.20 терористи з боку окупованого Первомайська обстріляли Попасну із систем «Град», загинули 87-річний чоловік та 69-річна жінка.

### Російське вторгнення 2022 року
3 березня росіяни обстріляли Попасну, двох людей вбито, шістьох поранено.
12 березня в районі міста Попасна, що перебувала під контролем українських сил, зафіксовано використання запалювальних боєприпасів 9М22С з реактивних систем залпового вогню БМ-21 «Град».
13 березня росіяни застосували фосфорні боєприпаси у місті. Їх застосування заборонено міжнародними угодами.
17 березня під час евакуації з Попасної росіяни обстріляли автобус.
21 березня росіяни обстріляли Сєвєродонецьк, Рубіжне та Попасну, зруйновано 12 будинків, кількох людей поранено.
11 квітня росіяни обстріляли кожне місто Луганщини. За словами голови Луганської ОВА Сергія Гайдая в Луганській області не залишилося уцілілих об'єктів критичної та будь-якої іншої інфраструктури.
Жителі Попасної та Рубіжного через часткову окупацію міст змушені ховати загиблих у дворах житлових будинків. У деяких районах тіла лежали на вулицях.
Станом на 21 квітня в Попасній загинуло понад 100 людей. В місті точилися вуличні бої, люди жили у бомбосховищах без можливості вийти на вулицю через постійні обстріли. За словами голови Луганської ОВА Сергія Гайдая «вцілілі будинки у Попасній відсутні». На той час медичну допомогу в місті надавали тільки військові медики, а за даними міської влади під час боїв загинуло не менше ста місцевих мешканців.
Станом на 23 квітня, ситуація в Попасній лишалася найскладнішою з усіх населених пунктів Луганщини, протягом доби від рук росіян загинуло щонайменше двоє людей. 26 квітня після влучання снаряда обвалився будинок, кілька людей загинуло. 30 квітня росіяни обстріляли три евакуаційних автобуси.
З захопленої частини міста ворог примусово депортував населення до окупованих територій. Евакуація мирних мешканців до вільної України була сильно ускладнена постійними обстрілами. В місті залишилось понад 2,5 тисячі людей.